# Takatori (Nara)
Takatori (高取町 Takatori-chō?) es un pueblo localizado en la prefectura de Nara, Japón. En julio de 2019 tenía una población estimada de 6.797 habitantes y una densidad de población de 264 personas por km². Su área total es de 25,79 km².

## Geografía

### Localidades circundantes
- Prefectura de Nara
  - Kashihara
  - Gose
  - Asuka
  - Ōyodo
  - Yoshino

## Demografía
Según datos del censo japonés, la población de Takatori ha disminuido en los últimos años.
| Año del censo | Población |
| ------------- | --------- |
| 1995          | 8.388     |
| 2000          | 8.153     |
| 2005          | 7.914     |
| 2010          | 7.657     |
| 2015          | 7.195     |